# Eterusia repleta
Espèce
Eterusia repleta est une espèce de lépidoptères de la sous-famille des Chalcosiinae (famille des Zygaenidae).

## Répartition
Ce lépidoptère se rencontre en Inde et en Thaïlande.

## Habitat
Eterusia repleta vit dans les forêts au bord des rivières, des ruisseaux et des plans d'eau.

## Description
L'imago de ce papillon a une envergure de 6,5 à 8 cm.
Le mâle a le dessus de l'aile antérieure bistre orné d'une large bande jaune bordée de taches noires ; et le dessus de l'aile postérieure noir orné de taches bleu et d'une ligne de points orange ; le dessous des ailes est noir, jaune, bleu vif et bleu pâle.
La femelle est plus grande que le mâle mais elle est moins colorée.

## Comportement
Ce papillon vole en plein soleil aux heures les plus chaudes de la journée pour butiner les plantes nectarifères de la canopée.

## Systématique
Le nom valide complet (avec auteur) de ce taxon est Eterusia repleta Walker, 1864,.
Eterusia repleta a pour synonymes :
- Eterusia alompra Hampson, 1892
- Eterusia urania Schaus, 1890

## Publication originale
- (en) Francis Walker, List of the specimens of lepidopterous insects in the collection of the British Museum, t. 31, Londres, 1864, 321 p. (lire en ligne), p. 118.